# Pink Panther and Pals
Pink Panther and Pals (Brasil: A Turma da Pantera Cor-de-Rosa / Portugal: Pantera Cor-de-Rosa e Companhia) é uma série animada de televisão baseada nos clássicos curta-metragens de DePatie-Freleng, produzida pelo Cartoon Network e pela Rubicon Studios em associação com a MGM Television. Com estreia prevista originalmente para o terceiro trimestre de 2009, a série fez sua estreia no Cartoon Network em 2010, apresentado em HD e SD. A série é composta de dois curtas de sete minutos da Pantera Cor-de-Rosa com um curta de mesma duração de A Formiga e o Tamanduá no meio.
Em Angola e Moçambique estreou no Boomerang no dia 5 de Março de 2016 (em SD). Em Portugal, foi exibida apenas no Boomerang Europa.

## Segmentos

### Pantera Cor-de-Rosa
Os curtas da Pantera remetem aos clássicos produzidos pela DePatie-Freleng nas décadas de 1960 e 1970, nos quesitos de direção de arte, trilha sonora, roteiro e atuação silenciosa. O personagem permanece em silêncio ao longo dos curtas, e é retratado na adolescência. O rival da pantera, o homem branco de baixa estatura conhecido como Little Man, foi renomeado para “Big Nose” para esta série, com efeitos vocais feitos por Alex Nussbaum.

### A Formiga e o Tamanduá
Também baseado nos curtas de DePatie-Freleng. Nesta versão, o senso de humor do Tamanduá foi mantido, já a formiga, assim como a pantera, é apresentada como um adolescente. No entanto, ele nunca é chamado de “Charlie” (como no original). Os curtas são ambientados numa selva e apresentam novos personagens. O elefante que apareceu na série original também aparece nessa versão, mas desta vez como amigo da formiga.

## Dubladores
- Formiga - Alexandre Moreno
- Tamanduá - Léo Rabelo
- Vozes adicionais: Guto Nejaim, Léo Martins, Manolo Rey, Márcia Coutinho, Mauro Ramos, Nando Sierpe, Selma Lopes e Sérgio Muniz
- Direção e Locutor: Marco Ribeiro
- Tradução: Sérgio Muniz
- Estúdio: Audio News